# Премия «Давид ди Донателло» за лучший монтаж
Премия «Давид ди Донателло» лучшему продюсеру (итал. Modifica di David di Donatello per il miglior montatore) — один из призов национальной итальянской кинопремии «Давид ди Донателло».

## Победители и номинанты

### 1980-е
- 1981
  - Руджеро Мастроянни — Гостиничный номер
  - Нино Баральи — Белый, красный и зелёный
  - Энцо Меникони — Неразбериха
- 1982
  - Руджеро Мастроянни — Истории обыкновенного безумия
  - Франко Летти — Le occasioni di Rosa
  - Роберто Перпиньяни — Золотые грёзы
- 1983
  - Роберто Перпиньяни — Ночь Святого Лаврентия
  - Раймондо Крочани — Il mondo nuovo
  - Руджеро Мастроянни — Мои друзья, часть 2
- 1984
  - Раймондо Крочани — Бал
  - Франко Фратичелли — Меня послал Пиконе
  - Руджеро Мастроянни — И корабль плывет
- 1985
  - Руджеро Мастроянни — Кармен
  - Роберто Перпиньяни — Хаос
  - Нино Баральи — Скрытые секреты
- 1986
  - Руджеро Мастроянни — Надеемся, что будет девочка
  - Нино Баральи, Уго Де Росси и Руджеро Мастроянни — Джинджер и Фред
  - Майкл Дути, Луиджи Зитта — Сложная интрига с женщинами, переулками и преступлениями
- 1987
  - Франческо Мальвестито — Семья
  - Амедео Сальфа — Рождественский подарок
  - Яне Зайц — Имя розы
- 1988
  - Габриэлла Кристиани — Последний император
  - Нино Баральи — Интервью
  - Энцо Меникони — Очи чёрные
- 1989
  - Паоло Коттигнола, Эрманно Ольми, Фабио Ольми — Легенда о святом пропойце
  - Габриэлла Кристиани — Франциск
  - Нино Баральи — Чертёнок

### 1990-е
- 1990
  - Нино Баральи — Голос луны
  - Симона Паджи — Открытые двери
  - Амедео Сальфа — История мальчиков и девочек
  - Нино Баральи — Турне
  - Руджеро Мастроянни — Забыть Палермо
- 1991
  - Нино Баральи — Средиземное море
  - Мирко Гарроне — Доверенное лицо
  - Анджело Николини — Станция
  - Франко Фратичелли — Парни с улицы
  - Карла Симончелли — Ультра
- 1992
  - Антонио Сичильяно — Будь проклят день, когда я тебя повстречал (ex aequo)
  - Симона Паджи — Похититель детей (ex aequo)
  - Клаудио Ди Мауро — Невидимая стена
- 1993
  - Карла Симончелли — Охрана
  - Нино Баральи — Иона, который жил в чреве кита
  - Якопо Куадри — Смерть неаполитанского математика
- 1994
  - Карло Валерио — Отец и сын
  - Нино Баральи — Per amore, solo per amore
  - Мирко Гарроне — Дорогой дневник
- 1995
  - Роберто Перпиньяни — Почтальон
  - Руджеро Мастроянни — С согласия Перейры
  - Симона Паджи — Ламерика
  - Якопо Куадри — Любовь утомляет
- 1996
  - Чечилия Дзанузо — Пазолини. Преступление по-итальянски
  - Уго Де Росси — Палермо-Милан: Билет в одну сторону
  - Массимо Куалья — Фабрика звёзд
  - Пьетро Скалия — Ускользающая красота
  - Карла Симончелли — Задушенные жизни
- 1997
  - Руджеро Мастроянни и Бруно Сарандреа — Перемирие
  - Франческа Кальвелли — Принц Гомбургский
  - Массимо Фьокки — Нирвана
  - Мирко Гарроне — Ураган
  - Роберто Перпиньяни — Марианна Укрия
- 1998
  - Якопо Куадри — Театр войны
  - Симона Паджи — Жизнь прекрасна
  - Якопо Куадри — Яйца вкрутую
- 1999
  - Эсмеральда Калабрия — Не от мира сего
  - Массимо Куалья — Легенда о пианисте
  - Чечилия Дзанузо — Браки

### 2000-е
- 2000
  - Карла Симончелли — Закон противоположностей
  - Якопо Куадри — Гараж Олимпо
  - Чечилия Дзанузо — Завтра сделано вчера
- 2001
  - Клаудио Ди Мауро — Последний поцелуй
  - Эсмеральда Калабрия — Комната сына
  - Роберто Миссироли — Сто шагов
- 2002
  - Паоло Коттигнола — Великий Медичи: Рыцарь войны
  - Карлотта Кристиани -Рождённые ветром
  - Массимо Фьокки — Амнезия
- 2003
  - Чечилия Дзанузо — Битва за Эль-Аламейн
  - Клаудио Ди Мауро — Помни обо мне
  - Патрицио Мароне — Окно напротив
  - Амедео Сальфа — Сердце не с тобой
  - Марко Сполетини — Таксидермист
- 2004
  - Роберто Миссироли — Лучшие из молодых
  - Франческа Кальвелли — Здравствуй, ночь
  - Клаудио Ди Мауро — Что с нами будет?
  - Патрицио Мароне — Не уходи
  - Якопо Куадри — Мечтатели
- 2005
  - Клаудио Катри — Такие дети
  - Клаудио Кормио — После полуночи
  - Клаудио Ди Мауро — Учебник любви
  - Джоджо Франкини — Последствия любви
  - Патрицио Мароне — Боль чужих сердец
  - Симона Паджи — Ключи от дома
- 2006
  - Эсмеральда Калабрия — Криминальный роман
  - Освальдо Баргеро — Лихорадка
  - Клаудио Ди Мауро — Мой лучший враг
  - Лучана Пандолфелли — Ночь накануне экзаменов
  - Чечилия Дзанузо — Зверь в сердце
- 2007
  - Мирко Гарроне — Мой брат – единственный ребёнок в семье
  - Франческа Кальвелли — Режиссёр свадеб
  - Марилин Монтье — Новый свет
  - Массимо Куалья — Незнакомка
  - Патрицио Мароне — Сатурн в противофазе
- 2008
  - Джоджо Франкини — Девушка у озера
  - Паоло Коттигнола — Держать дистанцию
  - Карлотта Кристиани — Дни и облака
  - Эду Креспо, Джорджо Диритти — И возвращается ветер на круги своя
  - Анджело Николини — Тихий хаос
- 2009
  - Марко Сполетини — Гоморра
  - Эсмеральда Калабрия — Джулия не ходит на свидания вечером
  - Лучана Пандолфелли — Экс
  - Кристьяно Травальоли — Изумительный
  - Чечилия Дзанузо — Это выполнимо

### 2010-е
- 2010
  - Франческа Кальвелли — Побеждать
  - Массимо Куалья — Баария
  - Джорджо Диритти и Паоло Марцони — Тот, кто придёт
  - Симона Манетти — Первое прекрасное
  - Патрицио Мароне — Холостые выстрелы

- 2011
  - Алессио Дольоне — Двадцать сигарет
  - Мирко Гарроне — Наша жизнь
  - Якопо Куадри — Мы верили
  - Франческа Кальвелли — Мои сёстры
  - Консуэло Катуччи — Валланцаска — ангелы зла

- 2012
  - Роберто Перпиньяни — Цезарь должен умереть
  - Патрицио Мароне — Все копы – ублюдки
  - Эсмеральда Калабрия — У нас есть Папа!
  - Франческа Кальвелли — Роман о бойне
  - Кристьяно Травальоли — Где бы ты ни был

- 2013
  - Бенни Атрия — Диас: Не вытирайте эту кровь
  - Клелио Беневенто — Да здравствует свобода
  - Уолтер Фазано — Я путешествую одна
  - Массимо Куалья — Лучшее предложение
  - Марко Сполетини — Реальность

- 2014
  - Чечилия Дзанузо — Цена человека
  - Джоджо Франкини — Милая
  - Патрицио Мароне — Пристегните ремни
  - Кристьяно Травальоли — Великая красота
  - Джанни Веццози — Захочу и соскочу

- 2015
  - Кристьяно Травальоли — Чёрные души
  - Франческа Кальвелли — Голодные сердца
  - Якопо Куадри — Невероятный молодой человек
  - Массимо Фьокки, Кьяра Грицьотти — Италия за день
  - Клелио Беневенто — Моя мама

- 2016
  - Андреа Магуоло, при сотрудничестве Федерико Конфорти — Меня зовут Джиг Робот
  - Якопо Куадри — Море в огне
  - Консуэло Катуччи — Идеальные незнакомцы
  - Патрицио Мароне — Субура
  - Кристьяно Травальоли — Молодость

- 2017
  - Джанни Веццози — Быстрая, как ветер
  - Консуэло Катуччи — 7 минут
  - Кьяра Грициотти — Неделимые
  - Чечилия Дзанузо — Как чокнутые
  - Алессио Дольоне — Ткань сновидений

- 2018
  - Аффонсо Гонсалвес — Чамбра
  - Федерико Мария Манески — Любовь и пуля
  - Массимо Квалья — Девушка в тумане
  - Стефано Краверо — Нико, 1988
  - Консуэло Катуччи — Место встречи

- 2019
  - Марко Сполетини — Догмэн
  - Якопо Куадри, Натали Кристиани — Революция на Капри
  - Уолтер Фазано — Назови меня своим именем
  - Джоджо Франкини — Эйфория
  - Кьяра Вулло — На моей коже

### 2020-е
- 2020
  - Франческа Кальвелли — Предатель
  - Гранни Веццози — Первый король Рима
  - Якопо Куадри — Мэр района Санита
  - Алин Херв, Фабрицио Федерико — Мартин Иден
  - Марко Сполетини — Пиноккио